# Стары Ольса
Стары Ольса — білоруський фольк-гурт, що у своїй творчості намагається відтворити музику Великого князівства Литовського. Названий на честь річки, яка тече на заході Могильовскої області, і на якій міститься місто Кличів.
Засновник і керівник колективу — Дмитро Сосновський (біл. Зьміцер Сасноўскі).
Крім музики гурт, також займається відтворенням стародавніх танцювальних традицій (з 2003 року з ансамблем співпрацює театр «Яварына»).
Колектив часто виступає на фестивалях середньовічної культури, лицарських турнірах та фольклорних заходах. Деякі кліпи гурту, були відзняті за участі польських ролевіків.
У 2008 році гурт виступив у Львові на фестивалі Be Free.

## Постійни учасники колективу
- Дмитро Сосновський (біл. Зьміцер Сасноўскі)
волинки (дуди), колісна ліра, гуслі, мандоліна, варган, перкусія, вокал;
- Ілля Кублицький (біл. Ільля Кубліцкі)
лютня, цитра, ударні, варган;
- Олесь Чумаков (біл. Алесь Чумакоў)
гуслі, кантеле, цитра, шалмей, колісна ліра, мандоліна, гудок, перкусія, вокал;
- Андрій Апановіч (біл. Андрэй Апановіч)
ударні інструменти, варган, волинка (дуда), вокал.

## Дискографія
- Келіх кола (2000)
- Вір (2001)
- Verbum[be-x-old] (2002)
- Шлях (2003)
- Ладзьдзя Роспачы (2004)
- Скарбы літвінаў (2004)
- Сярэднявечная дыскатэка (2005)
- Гераічны эпас (2006)
- Дрыгула (2009)
- Santa Maria[be-x-old] (2013)
- Кола рыцэрска (2016)
- Medieval Classic Rock[ru] (2016)
- Вада, хмель і солад[be] (2017)

### Кліпи
- «Шлях» (2009)
- «VITAUT» (2008)
- «DRYHULA» (remix) (2008)
- «У карчме» (remix) (2008)
- «Літвін» (2008)
- «У карчме» (2004)